# Scleropages
Sceleropages là một chi cá nước ngọt trong họ cá rồng Osteoglossidae được tìm thấy ở vùng Đông Nam Á và Úc Cá rồng được tìm thấy ở một số nước như: Thái Lan, Indonesia (Bocneo, Sumatra), Malaysia, Úc và Việt Nam.

## Đặc điểm
Có bốn loài được ghi nhận trong chi này, chúng đều là loài ăn thịt và có khả năng quẩy tốt. Phần lớn chúng nằm trong tình trạng nguy cấp trong tự nhiên do bị săn bắt quá mức. Chúng là những con cá cảnh có giá trị rất cao do văn hóa Á châu coi chúng là cá rồng,, trong đó có một số loại rất hiếm được liệt kê trong sách Đỏ của thế giới như: cá kim long quá bối; cá huyết long; cá kim long hồng vĩ. Trước năm 2003 thì có 03 loài được công nhận trong chi này gồm: S. formosus, S. jardinii, and S. leichardti, sau đó loài thứ tư, S. inscriptus, được mô tả ở Miến Điện năm 2012.

## Các loài

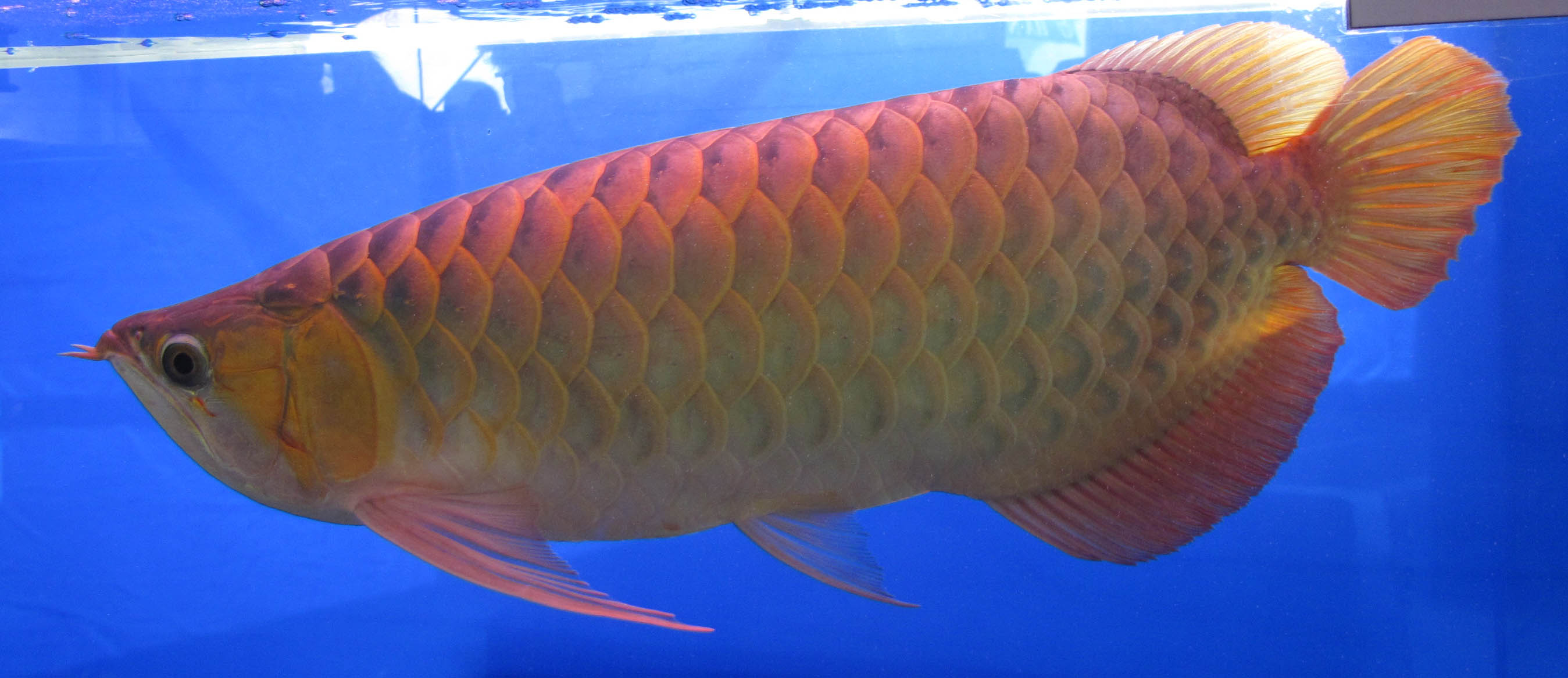
Huyết long (Scleropages legendrei)

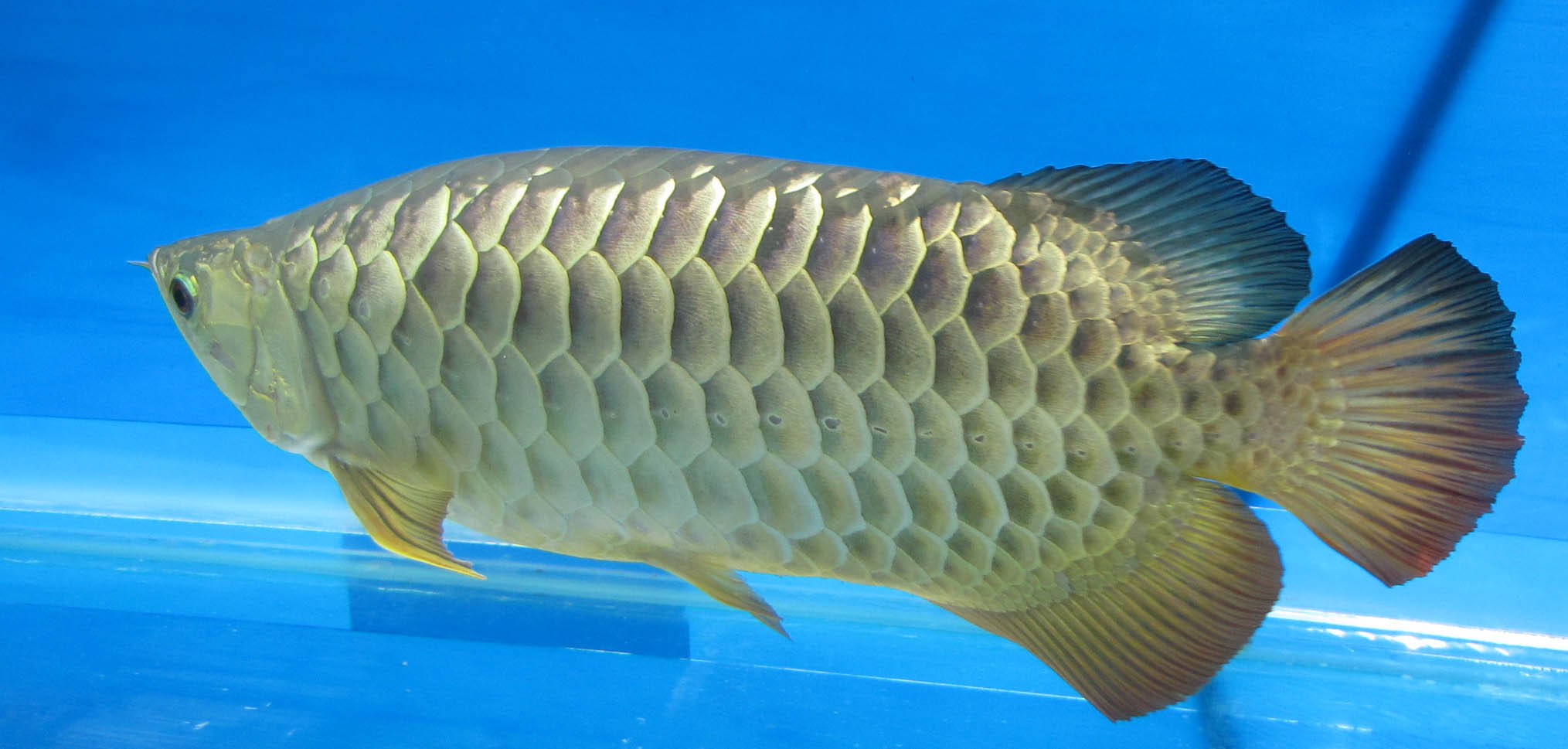
Kim long quá bối

Hiện hành có 04 loài được ghi nhận trong chi này:
- Scleropages formosus (Sa. Müller & Schlegel, 1844)
- Scleropages inscriptus T. R. Roberts, 2012 [2]
- Scleropages jardinii Saville-Kent, 1892
- Scleropages leichardti Günther, 1864

Ba loại trước đây được tách khỏi chi này:
- Scleropages aureus Pouyaud, Sudarto & Teugels, 2003
- Scleropages legendrei Pouyaud, Sudarto & Teugels, 2003
- Scleropages macrocephalus Pouyaud, Sudarto & Teugels, 2003

Căn cứ theo màu sắc tự nhiên và theo đia danh tìm thấy chúng mà người ta phân chia chúng ra làm nhiều chủng loại khác nhau. Trong giới chơi cá cảnh thường phân biệt theo màu sắc và hình dáng ra làm bốn loại chính là:
1. Kim long quá bối (giống này từ Malaysia) tên giao dịch quốc tế là: Cross Back Goiden Maiaysia
2. Huyết long (giống này từ Indonesia) tên giao dịch quốc tế là: Super Red
3. Kim long hồng vĩ (giống này cũng từ Indonesia) tên giao dịch quốc tế là: Red Tail Golden
4. Thanh long (giống này có ở nhiều nơi trên vùng nhiệt đới châu Á) tên giao dịch quốc tế là: Green Arowana